# Лука Тони
Лука Тони Варкета Деле Каве (на италиански: Luca Toni Varchetta Dele Cave) е бивш италиански футболист, централен нападател. Роден е на 26 май 1977 г. в Павуло нел Фриняно. През 2013 г. е капитан на Верона, където за три години изиграва 95 мача с отбелязани 48 гола и през 2016 г. на 39-годишна възраст приключва кариерата си.

## Кариера
Започва своята футболна кариера през 1994 г. във ФК Модена. След много сезони в долните дивизии, Тони е открит за големия футбол от тима на Палермо, с който печели Серия Б и става голмайстор на втория ешелон с 30 гола. След силен сезон за сицилианския тим, Лука е повикан и в националния отбор на Италия. На 18 август 2004 г. той дебютира за „Скуадра адзура“ в мач с Исландия. На 4 септември вкарва и първия си гол за Италия, като това става в среща с Норвегия. През сезон 2004/05 вкарва 20 гола в Серия А и помага на Палермо да се класира за Купата на УЕФА.
През лятото на 2005 г. преминава във Фиорентина (Флоренция). Още в първия си сезон Тони се доказва като един от най-добрите италиански нападатели, нанизвайки цели 31 гола. Така той става първият играч от 50 години насам, вкарал повече от 30 попадения в Италия за един сезон. Тони получава наградата Златната обувка за голмайстор на Европа през сезона, ставайки първият италианец с такова отличие.
Участва на Световното първенство в Германия през 2006 г. като прави дебют в мача Италия-Гана (2:0) и отбелязва два гола в срещата Италия-Украйна (3:0). Това са и единствените му попадения на първенството, което донася четвърта световна титла на Италия. На финала с Франция Тони отбелязва, но попадението му е отменено. Нападателят попада и в идеалния тим на турнира.
На 29 май 2007 г. преминава в германския Байерн Мюнхен.

## Мачове в клубни отбори
- 1994 – 1996, ФК Модена, 32 мача, 7 гола
- 1996 – 1997, ФК Емполи, 3 мача, 1 гола
- 1997 – 1998, ФК Фиоренцуола, 26 мача, 2 гола
- 1998 – 1999, АС Сиско Рома, 31 мача, 15 гола
- 1999 – 2000, ФК Тревизо, 35 мача, 15 гола
- 2000 – 2001, ФК Виченца, 31 мача, 9 гола
- 2001 – 2003, ФК Бреша, 44 мача, 15 гола
- 2003 – 2005, Палермо, 80 мача, 50 гола
- 2005 – 2007, Фиорентина, 67 мача, 47 гола
- 2007 – 2010, Байерн Мюнхен, 81 мача, 57 гола
- 2010 – 2011, Ювентус, 15 мача, 2 гола
- 2011 – 2012, Ал Насър, 14 мача, 7 гола
- 2012 – 2013, Фиорентина, 28 мача, 8 гола
- 2013 – 2016, Елас Верона, 57 мача, 27 гола

## Мачове в италианския национален отбор
- 47 мача, 16 гола